# Next Eleven

N-11 červeně. Zleva: Mexiko, Nigérie, Egypt, Turecko, Írán, Pákistán, Bangladéš, Indonésie, Vietnam, Jižní Korea, Filipíny

Jako Next Eleven (nebo N-11) se označuje skupina jedenácti zemí - Bangladéš, Egypt, Indonésie, Írán, Mexiko, Nigérie, Pákistán, Filipíny, Jižní Korea, Turecko a Vietnam, u kterých investiční banka Goldman Sachs předpokládá, že se v 21. století, spolu se zeměmi BRICS, pravděpodobně stanou jedněmi z největších světových ekonomik. Banka vybrala tyto státy 12. prosince 2005, protože jsou dobrými místy pro investice a je pravděpodobné, že se investoři brzy stanou mnohem bohatšími.